# Vila Flor
Vila Flor és un municipi portuguès, situat al districte de Bragança, a la regió del Nord i a la Subregió del Douro. L'any 2001 tenia 7.913 habitants. Es divideix en 19 freguesies. Limita al nord-est amb Macedo de Cavaleiros, a l'est amb Alfândega da Fé, al sud-est amb Torre de Moncorvo, al sud-oest amb Carrazeda de Ansiães i al nord-oest amb Mirandela.
| Població del concejo de Vila Flor (1801 – 2004) | Població del concejo de Vila Flor (1801 – 2004) | Població del concejo de Vila Flor (1801 – 2004) | Població del concejo de Vila Flor (1801 – 2004) | Població del concejo de Vila Flor (1801 – 2004) | Població del concejo de Vila Flor (1801 – 2004) | Població del concejo de Vila Flor (1801 – 2004) | Població del concejo de Vila Flor (1801 – 2004) | Població del concejo de Vila Flor (1801 – 2004) |
| ----------------------------------------------- | ----------------------------------------------- | ----------------------------------------------- | ----------------------------------------------- | ----------------------------------------------- | ----------------------------------------------- | ----------------------------------------------- | ----------------------------------------------- | ----------------------------------------------- |
| 1801                                            | 1849                                            | 1900                                            | 1930                                            | 1960                                            | 1981                                            | 1991                                            | 2001                                            | 2004                                            |
| 3309                                            | 4069                                            | 9812                                            | 9889                                            | 11834                                           | 9719                                            | 8828                                            | 7913                                            | 7737                                            |

## Freguesies
- Assares
- Benlhevai
- Candoso
- Carvalho de Egas
- Freixiel
- Lodões
- Mourão
- Nabo
- Róios
- Samões
- Sampaio
- Santa Comba de Vilariça
- Seixo de Manhoses
- Trindade
- Vale de Torno
- Vale Frechoso
- Vila Flor
- Vilarinho das Azenhas
- Vilas Boas